# Opuntia pilifera
Opuntia pilifera ist eine Pflanzenart in der Gattung der Opuntien (Opuntia) aus der Familie der Kakteengewächse (Cactaceae). Das Artepitheton pilifera leitet sich von den lateinischen Worten pilus für ‚Haar‘ sowie -fer für ‚-tragend‘ ab und verweist auf die Bedornung der Art. Trivialnamen sind „Cocoche Loco“, „Nopal Crinado“ und „Nopal de Crines“.

## Beschreibung
Opuntia pilifera  wächst baumförmig mit aufsteigenden Ästen und erreicht Wuchshöhen von 1,5 bis 5 Metern. Die verkehrt-eiförmigen bis fast kreisrunden, grünen, kahlen Triebabschnitte sind 12 bis 35 Zentimeter lang und 15 bis 20 Zentimeter breit. Sie besitzen im jungen Zustand auffällige Höcker. Die Areolen sind mit spärlichen bis zahlreichen, seidenartigen, weiß bis gelben Haaren von 1 bis 3 Zentimetern Länge besetzt. Die gelblichen bis weißlichen 2 bis 9 Dornen werden im Alter schwarz. Sie sind nadelig oder schwach pfriemlich und 1 bis 2,2 Zentimeter lang.
Die rosa bis rötlich purpurn gefärbten Blüten erreichen Längen zwischen 4,2 und 6 Zentimetern. Die kugelförmigen, roten Früchte sind essbar. Sie sind mit Dornen, Haaren und Glochiden besetzt.

## Verbreitung, Systematik und Gefährdung
Opuntia pilifera ist in den mexikanischen Bundesstaaten Puebla, Tlaxcala und Oaxaca in Höhenlagen von 900 bis 1800 Metern verbreitet.
Die Erstbeschreibung wurde 1898 von Frédéric Albert Constantin Weber veröffentlicht.
In der Roten Liste gefährdeter Arten der IUCN wird die Art als „Least Concern (LC)“, d. h. als nicht gefährdet geführt. Die Entwicklung der Populationen wird als stabil angesehen.

## Nachweise

## Weiterführende Literatur
- Linn Borgen Nilsen, Shivcharn S. Dhillion, Sara Lucía Camargo-Ricalde, Beatriz Rendón-Aguilar, Manfred Heun: Traditional Knowledge and Genetic Diversity of Opuntia Pilifera (Cactaceae) in the Tehuacán-Cuicatlán Valley, Mexico. In: Economic Botany. Band 59, Nummer 4, 2005, S. 366–376 (doi:10.1663/0013-0001(2005)059[0366:TKAGDO]2.0.CO;2).